# لئوناردو پتیناری (قایقران)
لئوناردو پتیناری (انگلیسی: Leonardo Pettinari؛ زادهٔ ۱۹ آوریل ۱۹۷۳) قایقران روئینگ اهل ایتالیا است.